# جو پل آنچری
جو پل آنچری (انگلیسی: Jo Paul Ancheri؛ زادهٔ ۲ اوت ۱۹۷۶) بازیکن فوتبال اهل هند بود.
از باشگاه‌هایی که در آن بازی کرده است می‌توان به باشگاه فوتبال بنگال شرقی، باشگاه ورزشی موهون باگان، و باشگاه فوتبال جی سی تی اشاره کرد.
وی همچنین در تیم‌های ملی فوتبال زیر ۲۳ سال هند و هند بازی کرده است.